# عزیل عبدالقادر
ابدالکادر ازیل (به عربی: عزیل عبد القادر) شهری در الجزایر است که در استان باتنه واقع شده‌است.